# Kitwe United Football Club
Il Kitwe United Football Club è un club calcistico zambiano di Kitwe.

## Storia
Il club venne fondato nel 1963 a seguito della fusione del Kitwe Boma Tigers e del Kitwe Lions; come primo capitano della squadra venne scelto Emment Kapengwe, che aveva giocato in entrambi sodalizi. Il Kitwe United giunse due volte in finale della Coppa dello Zambia, nel 1971 e 1972, mentre si è aggiudicato due Zambian Challenge Cup nel 1971 e 2004.

## Palmarès
- Zambian Challenge Cup: 2

1971, 2004